# Agrotisia williamsi
Agrotisia williamsi là một loài bướm đêm trong họ Noctuidae.